# Разделяй и властвуй
Разделя́й и вла́ствуй (лат. divide et impera) — принцип государственной власти, к которому часто прибегают правительства государств, состоящих из разнородных частей, согласно которому, лучший метод управления таким государством — разжигание и использование вражды между его частями.
В более широком смысле — тактика (чаще скрытая) создания, усиления и использования противоречий, различий или разногласий между двумя или более сторонами для контроля над ними. Нередко используется более слабым меньшинством для управления большинством.

## Источник
Как правило, эту фразу считают максимой римского сената (без указания источника). Однако в корпусе латинских текстов классического периода она отсутствует, что исключает возможность её античного происхождения (возможно, такая атрибуция восходит к «Римской истории» Шарля Роллена (VII, 25)). Существует устойчивая традиция (особенно во Франции) приписывать её (часто в форме divide ut regnes) Людовику XI (например, у Мериме или Дюма в «Трёх мушкетёрах») или Екатерине Медичи. Часто автором её называют и Макиавелли — и действительно, подобная формулировка у него встречается, но по-итальянски: che tu hai in governo, divise («то, чем управляешь, разделяй» — «Рассуждения о первой декаде Тита Ливия», III, XXVII, без ссылки на какой-либо авторитет). Латинскую же формулу пока ещё не удалось найти в более раннем сочинении, чем сатира Боккалини «Известия с Парнаса» (1612). В форме separa et impera встречается в письме Фрэнсиса Бэкона Якову I от 15 февраля 1615. На английском языке (divide and rule) впервые у Джозефа Холла в Meditations and Vowes (1605).

## Способы применения
В политике и социологии «разделяй и властвуй» — стратегия получения и поддержания власти путём разделения большой концентрации власти на группы, которые индивидуально имеют меньше власти. Чаще всего маленьким группам власти препятствуют соединиться и стать более мощными, так как обычно труднее разбить уже существующие структуры власти. Эффективное использование этой техники позволяет небольшими силами управлять теми, кто вместе имеет большую власть (или имел бы большую власть, если они могли бы объединяться).
Такая техника требует большого количества навыка и политического изящества, так же как хорошего понимания политической науки, истории и психологии. «Разделяй и властвуй» работает, только если объекты этой техники согласны с ней (например, потому что это ведёт к их личному преимуществу). Это работает лучше всего в обществах, где существовало жестокое соревнование между благородными семьями, кланами или социальными классами до того, как повелитель вступал во владение.

## Типичные элементы техники
Под типичными элементами подразумеваются:
- создание или, по крайней мере, непредотвращение мелкой вражды среди меньших игроков. Такая вражда истощает ресурсы и предотвращает союзы, которые могли бы бросить вызов повелителям;
- помощь тем, кто желает сотрудничать с повелителем, часто за счёт непослушных местных правителей;
- создание недоверия и вражды между местными правителями;
- одобрение расходов на излишества (например, эффектные дворцы), чтобы оставлять недостаточно средств для политического маневрирования и войн.

## Примеры в истории
Одним из первых применил на практике политику Гай Юлий Цезарь, пытаясь сталкивать лбами отдельные германские племена. Нанимая одних на службу и давая им привилегии, одновременно пренебрегая другими. В частности, Ариовисту, главе свевско-гарудского союза, Сенат пожаловал титул (59 г. до н. э.) «правителя и друга». Годом позже, когда племенной альянс начал обирать галлов (секванов), Цезарь разгромил бывшего союзника, оттеснив его дружины за Рейн.
Стратегия с большим эффектом использовалась правителями обширных империй, включая Британскую и Римскую, которые заставляли враждовать одно племя с другим, чтобы поддержать контроль над их территориями, используя минимальные силы. Применение принципа Разделяй и властвуй играло очень важную роль, когда Индия была частью Британской империи. Британцы использовали эту стратегию, чтобы получить контроль над большой территорией Индии, покорив её людей, разделённых по религии, языку, кастам и т. д., и установили контроль над мелкими государствами в Индии по частям.